# 迪蓋盧
迪蓋盧（Digelu 或 Kidame Digelu）是埃塞俄比亞中部奧羅米亞州阿爾西地區的小鎮，位於薩古爾以東，座標7°45′N 39°15′E / 7.750°N 39.250°E，海拔2,713米。根據埃塞俄比亞中央統計局2005年的人口普查資料，迪蓋盧人口約1,623，其中男性738人，女性885人。